# Unicolax longispinus
Unicolax longispinus is een eenoogkreeftjessoort uit de familie van de Bomolochidae. De wetenschappelijke naam van de soort is voor het eerst geldig gepubliceerd in 2006 door Lin & Ho.